# Guessling-Hémering
Guessling-Hémering (deutsch Gesslingen-Hemeringen) ist eine französische Gemeinde mit 924 Einwohnern (Stand 1. Januar 2022) im Département Moselle in der Region Grand Est (bis 2015 Lothringen).

## Geografie
Die Gemeinde Guessling-Hémering liegt etwa fünf Kilometer südöstlich von Faulquemont und 40 Kilometer ostsüdöstlich von Metz. Im Norden reicht das Gemeindegebiet bis auf 300 Meter an die Deutsche Nied heran. Das 10,11 km² umfassende Gemeindeareal ist überwiegend flach und besteht aus Acker- und Wiesenflächen. Nur das südliche Drittel wird von einem Waldgebiet eingenommen: hier im Bois de Guessling wird mit 319 m über dem Meer der höchste Punkt in der Gemeinde erreicht. Umgeben wird Guessling-Hémering von den Nachbargemeinden  Teting-sur-Nied im Norden, Lelling im Nordosten, Bistroff im Südosten, Viller im Süden, Vahl-lès-Faulquemont im Westen sowie Pontpierre im Nordwesten.

## Wappen
Das Wappen der Gemeinde zeigt drei Herrschaften, von denen Guessling-Hémering einst abhängig war: Die Steine symbolisieren die Abtei der Kathedrale von Metz, der Löwe ist dem Wappen von Varsberg entlehnt und der Bischofsstab das Wahrzeichen der Abtei Saint-Nabor in Saint-Avold.

## Bevölkerungsentwicklung
| Jahr      | 1968 | 1975 | 1982 | 1990 | 1999 | 2009 | 2019 |
| Einwohner | 738  | 729  | 813  | 863  | 891  | 913  | 919  |

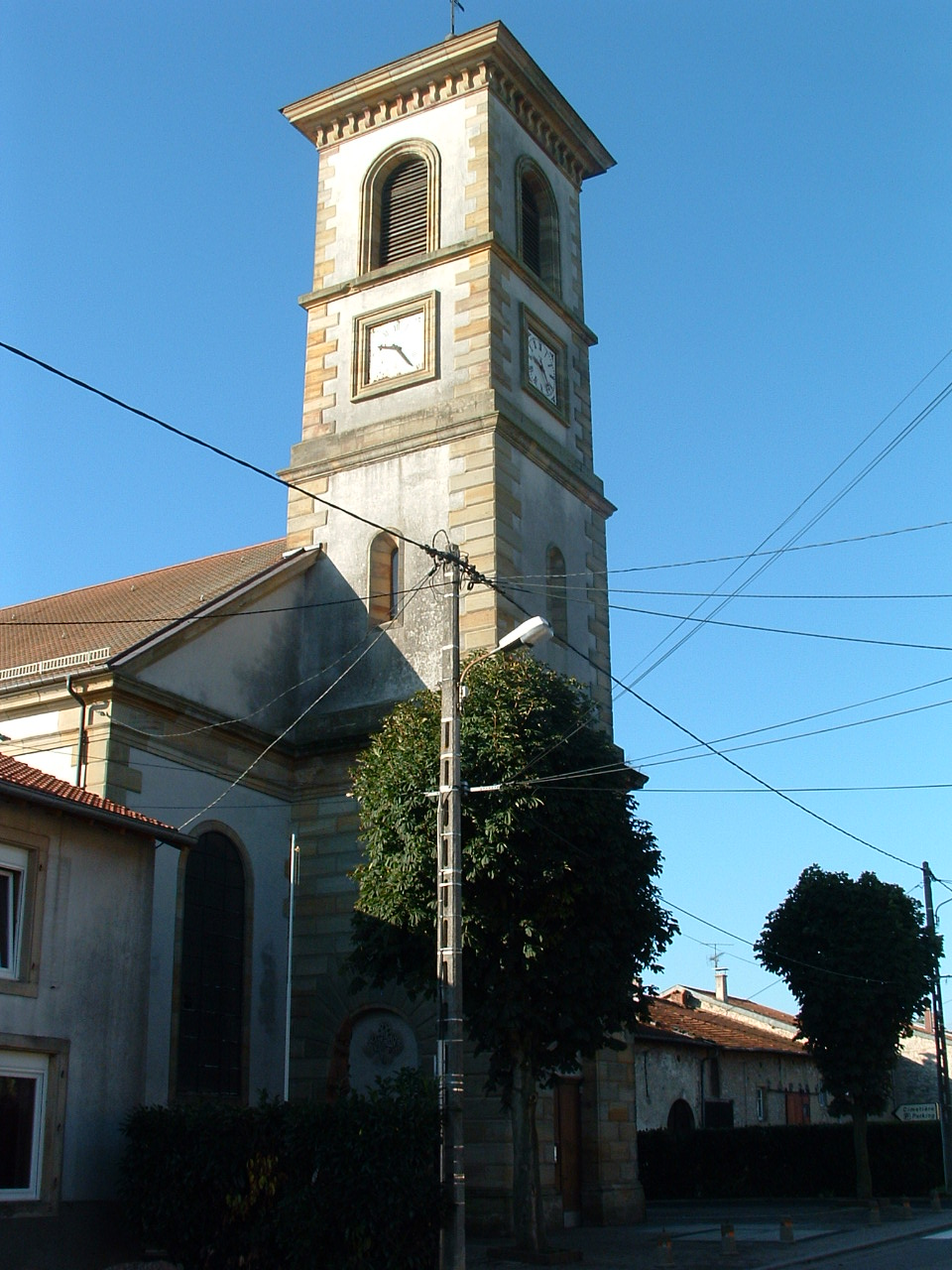
Kirche Saint-Gengoulf
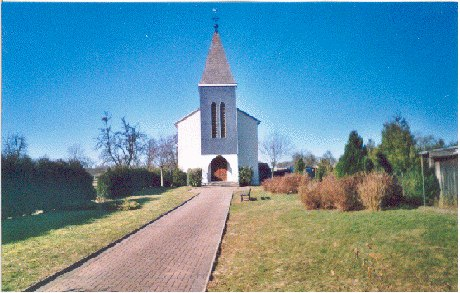
Kapelle Très-Sainte-Vierge-Marie im Ortsteil Hémering

## Belege
1. ↑  Wappenbeschreibung auf genealogie-lorraine.fr (französisch)